# Bleiche (Niedere Börde)
Bleiche ist ein Ortsteil der Gemeinde Niedere Börde im Landkreis Börde in Sachsen-Anhalt.

## Geschichte
Der Name der Ortschaft geht auf die alte Legende zurück, dass in der benachbarten Ortschaft Samswegen die Wäsche immer draußen im Freien zum Bleichen aufgehängt wurde.
Im Jahr 1910 hatte der Ort insgesamt 189 Einwohner.
Zu DDR-Zeiten war die Postleitzahl 03211. Seit 1993 ist die Postleitzahl 39326.
Bleiche war eine eigenständige Gemeinde und wurde am 1. Januar 2004 durch den freiwilligen Zusammenschluss mit sieben weiteren Gemeinden in die neugebildete Einheitsgemeinde Niedere Börde eingegliedert.

## Wirtschaft
Das VEB Erich Weinert Werk für die Herstellung von Messgeräten war zu DDR-Zeiten der größte Arbeitgeber im Ort und sehr viele Einwohner arbeiteten bis zur Schließung des Werkes infolge der Wende dort.

## Politik
Der langjährige Ortsbürgermeister war Eckart Frey.